# Барешани
Барешани (на македонска литературна норма: Барешани) е село в община Битоля на Северна Македония.

## География
Селото се намира на 660 m надморска височина в областта Пелагония, южно от Битоля, в източните падини на Баба, близо границата между Северна Македония и Гърция. Църквата в селото е „Свети Димитър“. В горния му край се намира манастирът „Свети Меркурий“, наричан от барешанци Свети Меркули.

## История
На 1,2 km северозападно от селото, в местността Думаноец, са разкрити основи на малка раннохристиянска базилика с архитектурна пластика.
Според местна легенда името на селото идва от факта, че първите жители са преселници от равнината, където има бари.
В XIX век Барешани е село в Битолска каза на Османската империя. Между 1896 и 1900 година селото преминава под върховенството на Българската екзархия. Според статистиката на Васил Кънчов („Македония. Етнография и статистика“) от 1900 година Барешани е населявано от 360 българи християни.
През март 1902 година френският вицеконсул в Битоля Макс Шублие информира министъра на външните работи Делкасе, че башибозуци, преследващи „български агитатори“ арестуват 31 българи от Барешани и още четири села. Жителите на Барешани и Жабени са малтретирани, вързани и бити. Жалбата на жителите на Барешани до битолския валия е отхвърлена.
На Етнографската карта на Битолския вилает на Картографския институт в София от 1901 година Барешани е чисто българско село в Битолската каза на Битолския санджак с 49 къщи.
Цялото християнско население на селото е под върховенството на Българската екзархия. По данни на секретаря на екзархията Димитър Мишев („La Macédoine et sa Population Chrétienne“) в 1905 година в Барешани има 360 българи екзархисти и функционира българско училище.
По време на българското управление на Вардарска Македония през Първата световна война Барешани е център на община в Битолска селска околия, в която влизат Жабяни, Злокукяни, Канино, Олевени и Породин. Българските власти отбелязват 394 жители на селото.
В 1961 година селото има 498 жители. Голям брой барешанци се изселват в Битоля, Скопие, презокеанските земи и Европа.
Според преброяването от 2002 година селото има 205 жители, от които 204 са северномакедонци и 1 друг.
| Националност     | Всичко |
| северномакедонци | 204    |
| албанци          | 0      |
| турци            | 0      |
| роми             | 0      |
| власи            | 0      |
| сърби            | 0      |
| бошняци          | 0      |
| други            | 1      |

## Личности
Родени в Барешани
- Васил Николов Саатчията, куриер и терорист на ВМОРО[11]
- Кръстю, четник на ВМОРО, загинал в 1902 година в Попадия[12]
- Пандо Стойчевски (1922-1944), югославски партизанин

Починали в Барешани
- Тодор Трифонов Златков, български военен деец, подофицер, загинал през Първата световна война[13]